# Regola di Clar
In chimica organica, la regola di Clar è una regola empirica che mette in relazione la stabilità chimica di una molecola con la sua aromaticità. È stata introdotta nel 1972 dal chimico austriaco Erich Clar nel libro Il sestetto aromatico.

## La regola
In generale, la struttura chimica di un dato idrocarburo policiclico aromatico ammette più di una struttura di risonanza: queste sono talvolta dette strutture di risonanza di Kekulé. Alcune di tali strutture possono contenere sestetti-π aromatici, cioè gruppi di sei elettroni π localizzati in un'unità benzenica e separati dagli anelli adiacenti da legami C–C. Un sestetto aromatico può essere rappresentato da un cerchio, come nel caso della molecola di antracene.

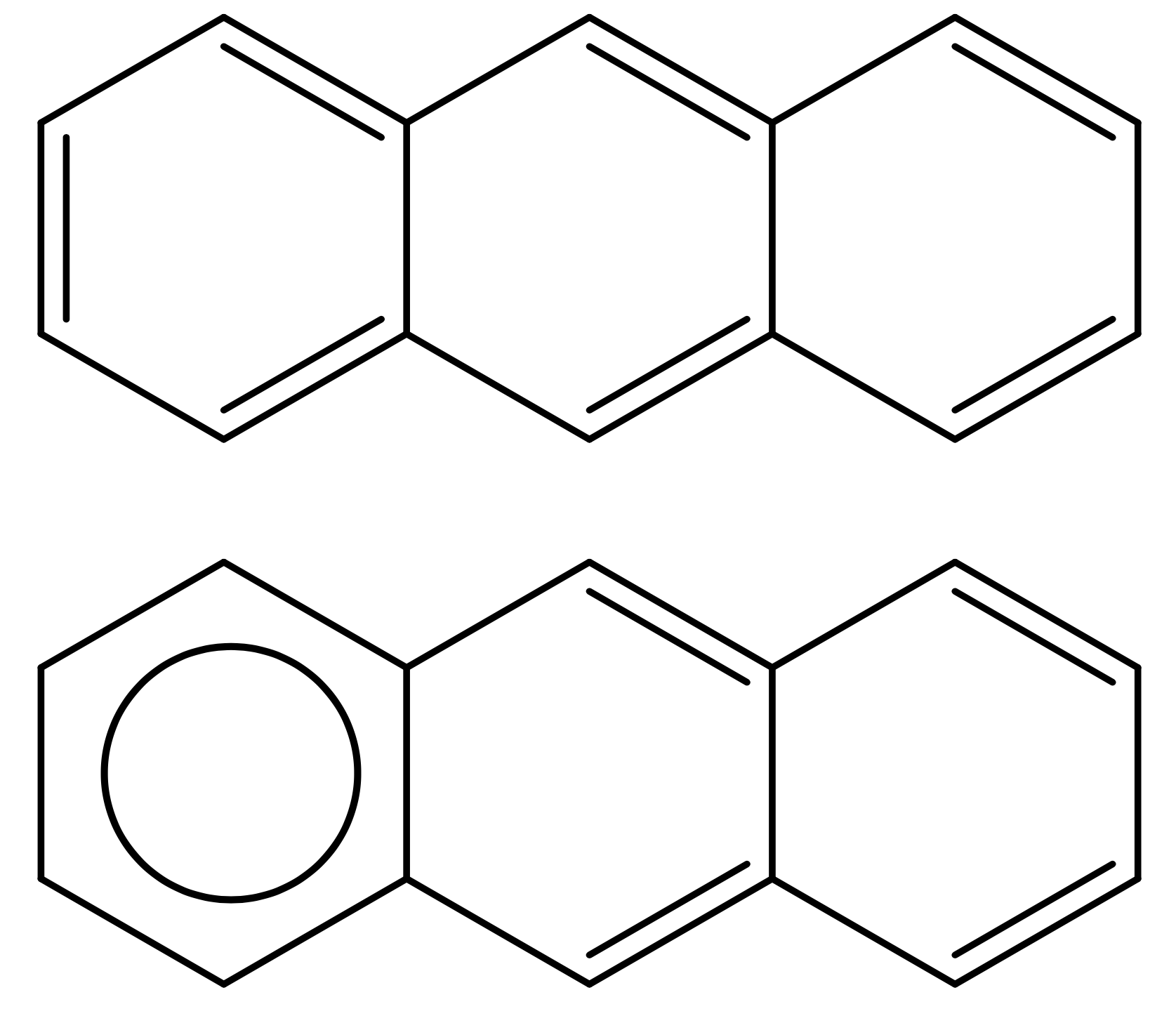
Due rappresentazioni dell'antracene. Sopra, ogni legame covalente tra atomi di carbonio è rappresentato da uno o due segmenti. Sotto, il sestetto aromatico è messo in evidenza con un cerchio.

### Disegnare una struttura di Clar
Per disegnare una struttura di Clar è necessario che le seguenti regole vengano rispettate:
1. ogni vertice del grafo molecolare che rappresenta l'idrocarburo policiclico aromatico appartiene o a un doppio legame o a un cerchio;
2. questi doppi legami e cerchi non si uniscono mai;
3. non sono presenti anelli con tre doppi legami, poiché questi devono sempre essere rappresentati come cerchi; inoltre il numero di cerchi nel grafo è massimizzato;
4. quando un anello con un cerchio è adiacente a un anello con due doppi legami, si disegna una freccia dall'anello con il cerchio all'anello adiacente con i doppi legami.

Alcune osservazioni su queste regole sono degne di attenzione. Le regole ai punti 1 e 2 implicano che i cerchi non possono mai trovarsi in anelli adiacenti; la regola al punto 3 significa che per un qualsiasi anello della struttura si può verificare solo una di quattro opzioni, cioè un anello può (i) avere un solo doppio legame, (ii) avere due doppi legami, (iii) avere un cerchio o (iv) essere vuoto, cioè non avere alcun doppio legame; infine, la freccia menzionata nella regola al punto 4 può essere interpretata in termini di mobilità dei sestetti aromatici (e in questo caso si parla di sestetti-π migranti) o, equivalentemente, di risonanza quantomeccanica tra diverse strutture di Clar.

## Esempi
Di seguito, la regola di Clar viene applicata a tre diversi casi.

### Le strutture di risonanza del fenantrene

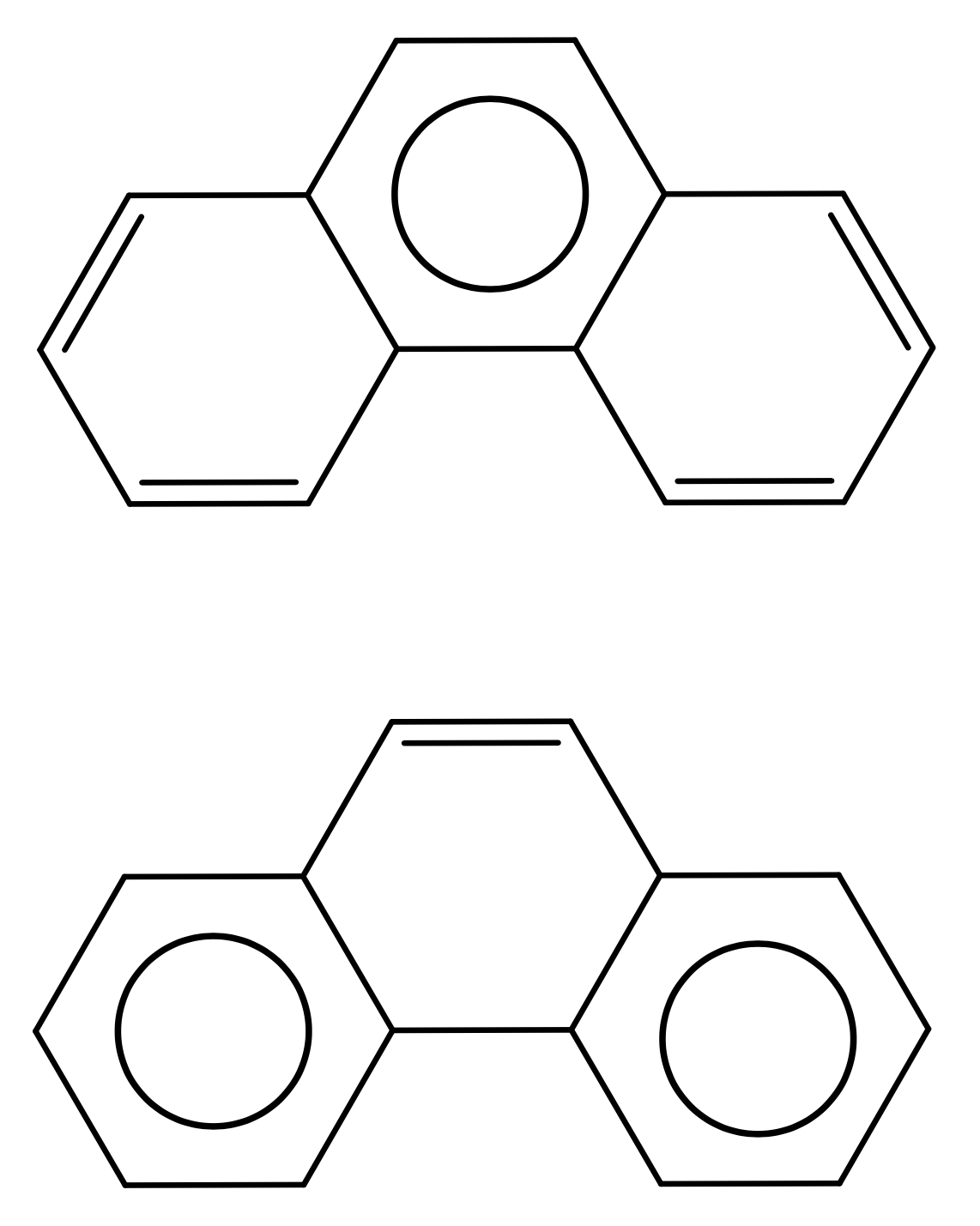
Due strutture di risonanza del fenantrene: sopra, una con un solo cerchio; sotto, una con due cerchi (questa è anche una struttura di Clar del fenantrene). La regola di Clar afferma che quest'ultima struttura è quella che contribuisce di più a determinare le proprietà del fenantrene.

Per le regole appena esposte, la molecola di fenantrene ammette cinque diverse strutture di risonanza: una di esse presenta un solo cerchio nel centro della molecola, con ognuno di due anelli adiacenti aventi due doppi legami; nell'altra, i due anelli periferici hanno entrambi un cerchio, mentre quello centrale ha un doppio legame. Secondo la regola di Clar, quest'ultima struttura di risonanza dà il contributo più importante alla determinazione delle proprietà del fenantrene.

### Il sestetto–π migrante dell'antracene

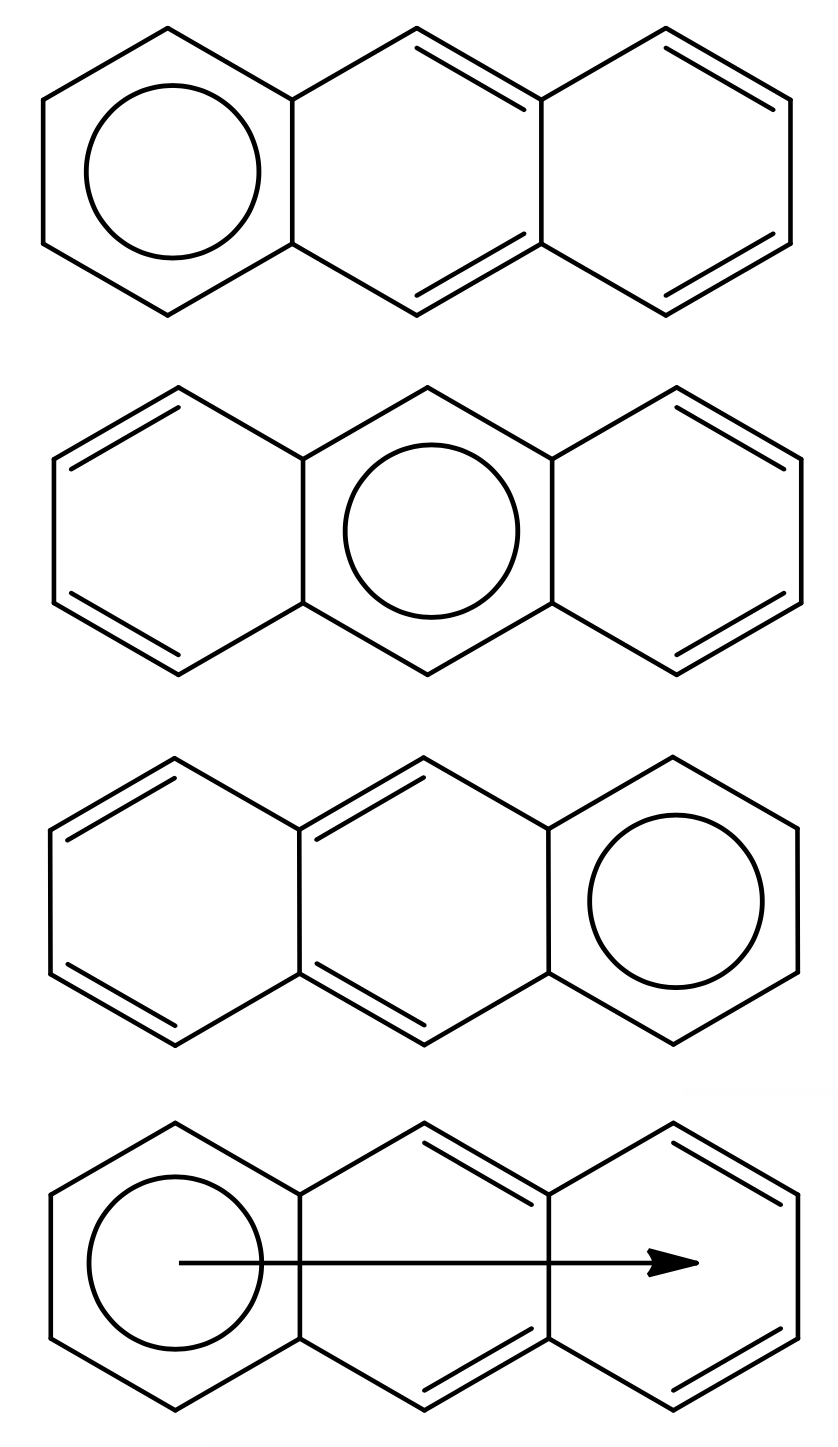
Rappresentazione della molecola di antracene: sopra, tre strutture di risonanza equivalenti; sotto, la sua struttura di Clar, con la freccia che simboleggia un sestetto–π migrante.

La molecola di antracene ammette tre strutture di risonanza, ognuna delle quali presenta un cerchio in un anello e due coppie di doppi legami negli altri due. In virtù della regola esposta al punto 4 sopra, una descrizione migliore dell'antracene è data dalla sovrapposizione di queste tre strutture equivalenti, e si disegna una freccia per indicare la presenza di un sestetto migrante. Seguendo la stessa linea di pensiero, è possibile trovare sestetti migranti in altre molecole della serie degli aceni, come il tetracene, il pentacene e l'esacene.

### Il ruolo degli anelli angolari
La fusione di anelli angolari intorno a un'unità benzenica determina un aumento di stabilità chimica. La struttura di Clar dell'antracene, per esempio, ha un solo sestetto–π, ma muovendo un anello in posizione angolare si ottiene il fenantrene, la cui struttura di Clar possiede due cerchi invece di uno solo – si noti che questa molecola può essere pensata come un'unit benzenica con due anelli fusi; aggiungendo un terzo anello si ottiene il trifenilene, con tre sestetti aromatici nella struttura di Clar. La stabilità chimica di queste molecole è fortemente influenzata dall'aromaticità delle loro strutture di Clar. Come risultato, solo l'antracene reagisce con l'acido maleico, mentre il trifenilene è il più stabile dei tre.

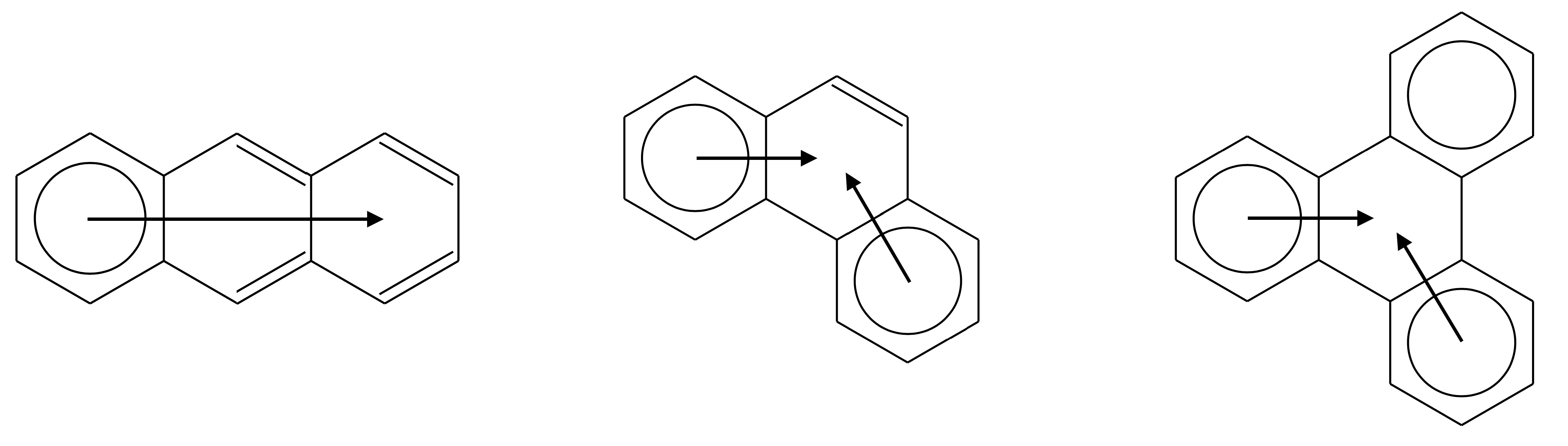
Tre strutture di Clar con un numero crescente di anelli fusi intorno all'unità benzenica: antracene (a sinistra), fenantrene (al centro) e trifenilene (a destra). La stabilità di queste specie chimiche aumenta da sinistra verso destra in virtù dell'aumento del numero di sestetti–π.